# Nicolás Gómez Dávila
Nicolás Gómez Dávila (18 de maig del 1913, Bogotà, Colòmbia - 17 de maig del 1994, ibidem) fou un escriptor i filòsof colombià. Ha estat un dels crítics més radicals de la modernitat. Aconseguí un gran reconeixement internacional només uns anys abans de la seva mort, gràcies a les traduccions alemanyes d'algunes de les seves obres.

## Biografia
Nicolás passà gran part de la seva vida entre el seu cercle d'amics i els límits de la seva biblioteca. Pertanyé a l'alta societat colombiana i s'educà a París. A causa d'una pneumònia severa, passà prop de dos anys a casa, on fou educat per professors particulars i desenvolupà la seva admiració per la literatura clàssica. Tanmateix, mai no assistí a una universitat. A la dècada del 1930 tornà a Colòmbia i mai no tornà a visitar Europa, tret d'una estada de sis mesos amb la seva dona el 1949. Reuní una biblioteca personal immensa que contenia més de 30.000 llibres (conservada actualment a la Biblioteca Luis Ángel Arango de Bogotà), amb els quals centrà tota la seva existència filosòfica i literària. El 1948 ajudà a fundar la Universitat de Los Andes, a Bogotà.
Extraordinàriament erudit, profund coneixedor de les llengües clàssiques, defensà una antropologia escèptica fundada en l'estudi profund de Tucídides i de Jacob Burckhardt. Considerava que les estructures jeràrquiques havien d'ordenar la societat, l'Església i l'Estat. Criticà el concepte de sobirania popular i també alguns canvis que introduí l'Església Catòlica arran del Concili Vaticà II, en particular la renúncia a celebrar la missa en llatí. Així com Donoso Cortés, Nicolás cregué que tots els errors polítics resultaven, en última instància, d'errors teològics. Aquesta fou la raó per la qual el seu pensament es pot descriure com una forma de teologia política.
Catòlic i de principis profunds, la seva obra és una crítica oberta a certes expressions de la «modernitat» i, per a alguns, a les ideologies marxistes, i a algunes manifestacions de la democràcia i al liberalisme, per la decadència i la corrupció que abasten. Els seus aforismes estan carregats d'una ironia corrosiva, d'intel·ligència i de profundes paradoxes.
Coneixedor a fons de la tradició filosòfica antiga i moderna, des de Plató a Heidegger, que estudià en les seves llengües originals, dels grans debats de la teologia occidental, admirador de la literatura francesa clàssica i lector de nombroses obres crítiques sobre la història moderna que es troben a la seva biblioteca personal, l'obra de Gómez Dávila abasta pràcticament tots els temes rellevants de la filosofia, destacant-se les seves preocupacions estètiques i la seva filosofia dels valors, essencials en la seva crítica antropològica a les idees metafísiques i teològiques de la modernitat. Difícilment classificable en categories que la seva mateixa filosofia posava en qüestió, Gómez Dávila es declarà a si mateix un "reaccionari autèntic", categoria que ell mateix distingeix de postures merament "conservadores", "integristes" o "nostàlgiques".